# دوروم
دوروم (به آلمانی: Dorum) یک منطقهٔ مسکونی در آلمان است که در Wurster Nordseeküste واقع شده‌است. دوروم ۳٬۷۶۷ نفر جمعیت دارد.